# 北京国安足球倶楽部
北京国安足球倶楽部（ペキン-こくあん-そっきゅうくらぶ、簡体字中国語: 北京国安足球俱乐部）は、中華人民共和国・北京市をホームタウンとする、中国プロサッカーリーグ（中国超級）に加盟するプロサッカークラブ。通称北京国安。

## 概要
1951年創設。ホームタウンは北京市である。
チーム名は親会社の中信国安グループに由来する。同グループは、中国最大の金融コングロマリットである中国中信グループ（CITIC Group）内の一部門で、主に事業投資や情報インフラ投資を本業としている。
2021年6月21日、不動産業を中心する中赫置地有限公司が国安クラブの最大株主となり、クラブの100%の株式を所有し、クラブは北京中赫国安足球倶楽部から北京国安足球倶楽部に改名。

## 歴史
1992年以前
チームの前身は北京足球隊。1951年北京足球隊成立以来、中国サッカー界の強豪チームとして合計七回目（1957年，1958年，1962年，1963年，1973年，1982年，1984年）の中国全国足球甲級リーグ（プロリーグ開幕前）優勝を果たし、1976年、1985年にで中国FAカップ（プロリーグ開幕前）優勝。
1992年
北京市体育局と共同で北京国安足球倶楽部創立。
1997年
プロ化への移行により、中信国安グループの管理下に置く
2002年
北京現代汽車有限公司がチームスポンサーになり、チーム名を「北京国安足球倶楽部北京現代汽車隊）」と呼ぶ
2006年
北京現代汽車有限公司チームスポンサー解消
2007年
オランダの名門アヤックスと契約を結び、フランチャイズクラブとして生まれ変わる。育成理論などを吸収。
2007年中国サッカーリーグ2位としてAFCチャンピオンズリーグ2008の出場権を獲得した。
2008年
AFCチャンピオンズリーグ2008でACL初出場すると予選で鹿島、クルン・タイ・バンク、ナムディンのグループEを4勝2敗で2位に終えグループリーグ敗退。
2008年中国サッカーリーグ3位としてAFCチャンピオンズリーグ2009の出場権を獲得した。
2009年
2年連続の2回目の出場となったAFCチャンピオンズリーグ2009の予選で名古屋、ニューカッスル・ジェッツ、蔚山のグループEを1勝2分3敗でグループリーグ最下位の4位で終えた。2年連続でグループリーグ敗退した。
中国スーパーリーグ優勝。AFCチャンピオンズリーグ2010の出場権を獲得した。
2010年
3年連続の3回目の出場となったAFCチャンピオンズリーグ2010の予選で城南一和、川崎、メルボルン・ビクトリーのグループEを3勝1分2敗の2位で初の決勝トーナメントに進出した。ラウンド16で水原三星と対戦した。アウェイでの一発勝負は0-2で敗れ、ラウンド16で敗退が決定した。
中国サッカーリーグ5位。
2011年
2011年中国サッカーリーグ2位としてAFCチャンピオンズリーグ2012の出場権を獲得した。
2012年
4回目の出場となったAFCチャンピオンズリーグ2012の予選で蔚山、FC東京、ブリスベン・ロアーのグループFを3分3敗でグループリーグ最下位の4位で終えた。
2012年中国サッカーリーグ3位としてAFCチャンピオンズリーグ2013の出場権を獲得した。
2013年
2年連続の5回目の出場となったAFCチャンピオンズリーグ2013の予選でブニョドコル、浦項、広島のグループGを2勝3分1敗の2位で決勝トーナメントに進出した。ラウンド16でソウルと対戦した。ホームの第1戦を0-0で引き分けたが、アウェイの第2戦では1-3で敗れてしまい合計スコア1-3でラウンド16で敗退が決定した。
7月には当時の中国リーグ間での最高額である4億7000万円を投じて大連阿爾濱からピーター・ウタカを獲得した。
2013年中国サッカーリーグ3位としてAFCチャンピオンズリーグ2014のプレーオフの出場権を獲得した。
2014年
2月15日、AFCチャンピオンズリーグ2014のプレーオフラウンドで本戦出場をかけてホームでタイのチョンブリーと戦い4-0で勝利し、6回目の本戦出場を果たした。
3年連続の6回目の出場となったAFCチャンピオンズリーグ2014の予選でソウル、広島、セントラルコースト・マリナーズのグループFを1勝3分2敗の3位で終えグループリーグ敗退した。
2014年中国サッカーリーグは、惜しくも広州恒大と勝点3差で優勝を逃した。21勝4分5敗の2位としてAFCチャンピオンズリーグ2015のプレーオフの出場権を獲得した。
2015年
張稀哲がVfLヴォルフスブルク、于洋が広州富力、張思鵬が江蘇舜天へ移籍した。
大連阿爾濱から于大宝と晋鵬翔、河南建業から李磊、ユールゴーデンIFからエルトン・フェイズラフを完全移籍で獲得。遼寧宏運から石笑天をレンタルで獲得。
2月17日、AFCチャンピオンズリーグ2015のプレーオフラウンドで本戦出場をかけてホームでタイのバンコク・グラスFCと戦い3-0で勝利し、7回目の本戦出場を果たした。
4年連続の7回目の出場となったAFCチャンピオンズリーグ2015の予選でブリスベン、浦和、水原のグループGに入った。
2016年
元サッカー日本代表監督のアルベルト・ザッケローニが監督に就任。また1月20日にSCコリンチャンス・パウリスタからブラジル代表MFであるレナト・アウグストを獲得。しかし成績不振により5月で解任。その後、謝峰が監督代行で2016シーズンを指揮した。
11月23日、2017シーズンよりホセ・ゴンサレスが監督に就任することが発表された。
2017年
1月24日、中赫置地有限公司がクラブの64％の株式を買収し、最大株主となった。周金輝が国安クラブの主席に就任。
2月27日、レッドブル・ザルツブルクからスペイン人FWであるホナタン・ソリアーノを獲得したが、成績低迷しホセは中途解任。後任監督にドイツ人のロジャー・シュミットを招聘したが、最終的に9位と中超時代になって最低順位に終わった。
2018年
于大宝がキャプテンに就任。2月19日にUDラス・パルマスからスペイン代表歴あるFWジョナタン・ビエラを獲得。3月1日にビジャレアルCFよりコンゴDR代表FWセドリック・バカンブを獲得を発表。序盤快進撃で首位を走るも終盤失速し4位。しかしAFCチャンピオンズリーグ2019出場権を獲得。中国足協杯(FAカップ)では山東魯能を降し4度目の優勝を果たした。2018FIFAワールドカップではレナト・アウグストがブラジル代表として出場し、ベルギー戦で得点。
2019年
1月28日、全北から22歳の韓国代表DF金玟哉を獲得。1月31日、ブレントフォードから元イングランドU-19代表中国人ハーフMF李可を中国帰化選手として獲得。1月31日、スターベクIFから、ノルウェーの名門ローゼンボリBKの最年少出場者（16歳）記録を持つ中国人ハーフMF、侯永永を中国帰化選手として獲得。2月24日、ウェスト・ブロムウィッチ・アルビオンFCから22歳の中国代表FW張玉寧を獲得。
2月23日、侯永永が中国スーパーカップ上海上港戦に出場し、中国初の帰化サッカー選手の公式戦出場として記録された。3月30日、李可が北京人和との北京ダービー戦で出場し、中国超級リーグ初の中国帰化サッカー選手公式戦出場を果たした。4月14日、李可が河南建業とのリーグ戦で、中国初の帰化サッカー選手の公式戦ゴールを入れた。キャプテンの于大宝のポジションはFWからDFに定着し、センターバックとして国安クラブの3月、5月ベスト・プレイヤー賞を受賞し、6月3日で中国サッカー代表からDFとして招集。
中国超級リーグ2019開幕から10連勝をやり遂げ、中国超級リーグのベストスタート記録を残した。AFCチャンピオンズリーグ2019には全北、浦和、ブリーラムのグループGを2勝1分3敗の3位で終え、グループリーグ敗退した。
6月3日、リッピ監督が国際親善試合のためチーム史上最多の8人の選手を中国サッカー代表に招集した。
7月31日、2018-19シーズンまでオリンピック・リヨンを率いていたブリュノー・ジェネジオが監督に就任することが発表された。
2020年
リーグ戦では3位に。AFCアジアチャンピオンズリーグ2020ではグループリーグ5連勝で首位通過、決勝トーナメントではFC東京を1-0で破り初のベスト8進出も、準々決勝では蔚山現代に0-2で敗れた。
2021年
ジェネジオが退任、新監督にはクロアチア人スラベン・ビリッチが就任した。

## タイトル

### 国内タイトル
- 中国サッカー・超級リーグ：1回
  - 2009
- 中国FAカップ：4回
  - 1996, 1997, 2003, 2018
- 中国サッカー・スーパーカップ：2回
  - 1998, 2004

### 表彰
中国サッカー協会
- 最優秀新人賞
  - 2012 -  張稀哲
- 最優秀監督賞
  - 2014 -  グレゴリオ・マンサーノ

超級リーグ
- 得点王
  - 2005 -  ブランコ・イェリッチ
- ベストイレブン
  - 2013 -  徐雲龍,  張稀哲
  - 2014 -  徐雲龍,  張稀哲
  - 2015 -  徐雲龍
- フェアプレー賞
  - 2013

## 過去の成績
| シーズン | リーグ     | 試 | 勝 | 分 | 敗 | 得 | 失 | 差  | 点 | 順位 | カップ       |
| -------- | ---------- | -- | -- | -- | -- | -- | -- | --- | -- | ---- | ------------ |
| 2004     | 超級リーグ | 22 | 8  | 7  | 7  | 35 | 33 | +2  | 28 | 7位  | 2回戦敗退    |
| 2005     | 超級リーグ | 26 | 12 | 4  | 10 | 46 | 32 | +14 | 40 | 6位  | 準決勝敗退   |
| 2006     | 超級リーグ | 28 | 13 | 10 | 5  | 27 | 16 | +11 | 49 | 3位  | 2回戦敗退    |
| 2007     | 超級リーグ | 28 | 15 | 9  | 4  | 45 | 19 | +26 | 54 | 2位  | -            |
| 2008     | 超級リーグ | 30 | 16 | 10 | 4  | 44 | 27 | +17 | 58 | 3位  | -            |
| 2009     | 超級リーグ | 30 | 13 | 12 | 5  | 48 | 28 | +20 | 51 | 1位  | -            |
| 2010     | 超級リーグ | 30 | 12 | 10 | 8  | 35 | 29 | +6  | 46 | 5位  | -            |
| 2011     | 超級リーグ | 30 | 14 | 11 | 5  | 49 | 21 | +28 | 53 | 2位  | 準決勝敗退   |
| 2012     | 超級リーグ | 30 | 14 | 6  | 10 | 34 | 35 | −1  | 48 | 3位  | 準々決勝敗退 |
| 2013     | 超級リーグ | 30 | 14 | 9  | 7  | 54 | 31 | +23 | 51 | 3位  | 準決勝敗退   |
| 2014     | 超級リーグ | 30 | 21 | 4  | 5  | 50 | 25 | +25 | 67 | 2位  | 準々決勝敗退 |
| 2015     | 超級リーグ | 30 | 16 | 8  | 6  | 46 | 26 | +20 | 56 | 4位  | 4回戦敗退    |
| 2016     | 超級リーグ | 30 | 11 | 10 | 9  | 34 | 26 | +8  | 43 | 5位  | 準々決勝敗退 |
| 2017     | 超級リーグ | 30 | 11 | 7  | 12 | 42 | 42 | 0   | 40 | 9位  | 4回戦敗退    |
| 2018     | 超級リーグ | 30 | 15 | 8  | 7  | 64 | 45 | +19 | 53 | 4位  | 優勝         |
| 2019     | 超級リーグ | 30 | 23 | 1  | 6  | 60 | 26 | +34 | 70 | 2位  | 準々決勝敗退 |
| 2020     | 超級リーグ | 20 | 10 | 7  | 3  | 44 | 27 | +17 | -  | 3位  |              |

※2020シーズンは新型コロナウイルス感染拡大の影響により、8チームずつ2つのグループに分かれて予選を行い、各グループ上位4チーム計8チームが優勝を争う決勝トーナメントに、下位4チーム計8チームが降格を争う残留プレーオフに進む形で開催された。

## 現所属メンバー

### スカッド（国内リーグ戦・カップ戦）
2025年7月22日現在
注：選手の国籍表記はFIFAの定めた代表資格ルールに基づく。
| No. | Pos. |                | 選手名                         |
| --- | ---- | -------------- | ------------------------------ |
| 1   | GK   | 中華人民共和国 | 韓佳奇                         |
| 2   | DF   | 中華人民共和国 | 呉少聰                         |
| 3   | DF   | 中華人民共和国 | 何宇鵬                         |
| 4   | DF   | 中華人民共和国 | 李磊                           |
| 5   | DF   | カメルーン     | ミシェル・ンガドゥ＝ンガジュイ |
| 6   | MF   | 中華人民共和国 | 池忠国                         |
| 7   | MF   | 中華人民共和国 | セルジーニョ （塞爾吉尼奥）    |
| 8   | MF   | ポルトガル     | グーガ                         |
| 9   | FW   | 中華人民共和国 | 張玉寧                         |
| 10  | MF   | 中華人民共和国 | 張稀哲                         |
| 11  | MF   | 中華人民共和国 | 林良銘                         |
| 15  | DF   | セルビア       | ウロシュ・スパイッチ           |
| 16  | DF   | 中華人民共和国 | 馮博軒                         |
| 17  | FW   | 中華人民共和国 | 楊立瑜                         |
| 18  | FW   | 中華人民共和国 | 方昊                           |
| 19  | MF   | 中華人民共和国 | ネビジャン・メフメット         |
| 20  | FW   | 中華人民共和国 | 王子銘                         |
| 21  | MF   | 中華人民共和国 | 張源                           |

| No. | Pos. |                | 選手名                         |
| --- | ---- | -------------- | ------------------------------ |
| 23  | MF   | ブラジル       | ダワン                         |
| 25  | GK   | パラグアイ     | アルトゥロ・チェン （鄭図羅）★ |
| 26  | DF   | 中華人民共和国 | 柏楊                           |
| 27  | DF   | 中華人民共和国 | 王剛                           |
| 28  | MF   | 中華人民共和国 | 李睿躍                         |
| 29  | FW   | アンゴラ       | ファビオ・アブレウ             |
| 30  | DF   | 中華人民共和国 | 范双傑                         |
| 33  | GK   | 中華人民共和国 | ヌルエリ・アバス               |
| 34  | GK   | 中華人民共和国 | 侯森                           |
| 35  | MF   | 中華人民共和国 | 江文豪                         |
| 37  | FW   | 中華人民共和国 | 曹永競                         |
| 39  | GK   | 中華人民共和国 | 張健智                         |
| 41  | FW   | 中華人民共和国 | 王子皓                         |
| 43  | FW   | 中華人民共和国 | 王宇翔                         |
| 44  | DF   | 中華人民共和国 | 李尚涵                         |
| 63  | MF   | 中華人民共和国 | 魏家傲                         |
| 71  | GK   | 中華人民共和国 | 盧彤鋆                         |

※星印は、所属協会をまだ変更していない、あるいは変更できないが、すでに中華人民共和国国籍を取得している選手を示している。国内リーグ・カップ戦では外国人枠としてはカウントされない。
監督
- キケ・セティエン

### ローン移籍
注：選手の国籍表記はFIFAの定めた代表資格ルールに基づく。
| No. | Pos. |                | 選手名              |
| --- | ---- | -------------- | ------------------- |
| --  | DF   | 中華人民共和国 | 郝昱丞 (青島紅獅)   |
| --  | DF   | 中華人民共和国 | 張一軒 (青島紅獅)   |
| --  | MF   | 中華人民共和国 | 史堉城 (深圳青年人) |

## 歴代監督
- 唐鵬挙（英語版） 1994
- 金志揚（英語版） 1995-1997
- 沈祥福 1998-1999（1度目）
- ミロヴァン・ジョリッチ（英語版） 2000
- 魏克興（英語版） 2000-2001
- リュプコ・ペトロヴィッチ 2002（1度目）
- ホセ・カルロス・デ・オリヴェイラ（中国語版） 2003
- リュプコ・ペトロヴィッチ 2003（2度目）
- 楊祖武 2003-2004
- 魏克興（英語版） 2004（代行）
- 沈祥福 2005-2006（2度目）
- 李章洙（英語版） 2007-2009
- 洪元碩（英語版） 2009-2010
- 魏克興（英語版） 2010（代行）
- ハイメ・パチェコ（英語版） 2011-2012
- アレクサンダー・スタノイェヴィッチ（英語版） 2013
- グレゴリオ・マンサーノ 2014-2015
- アルベルト・ザッケローニ 2016
- 謝峰（英語版） 2016（代行）
- ホセ・ゴンサレス（英語版） 2017
- 謝峰（英語版） 2017（代行）
- ロガー・シュミット 2017-2019
- ブリュノー・ジェネジオ（英語版） 2019-2020
- スラベン・ビリッチ 2021
- 謝峰（英語版） 2022
- 隋東亮（英語版） 2022（代行）
- スタンリー・メンゾ（英語版） 2022-2023
- リカルド・ソアレス（英語版） 2023-2024
- キケ・セティエン 2025-

## クラブ名の変遷
- 1992年 - 2016年 北京国安足球倶楽部（中国語: 北京国安足球俱乐部、英語: Beijing Guoan Football Club）
- 2017年 - 北京中赫国安足球倶楽部（中国語: 北京中赫国安足球俱乐部、英語: Beijing Sinobo Guoan Football Club）

## 国外関連クラブ
- シンガポール国内サッカーリーグ「Sリーグ」に北京国安チームを参加させて、当クラブの出場機会が少ない2軍選手やシンガポール在住中国人が中心となって参戦していた。なおシンガポールでは中国人が多く在住していることから、過去のSリーグにおいても「シンチFC」（2003年-2005年）、「大連実徳四五FC」（2008年）といった中国系チームが参戦した事例があるが、いずれも撤退している。
  - 2018年には中赫グループがチェコ・スラヴィアプラハの株式を取得している[3]。